# Astridia
Astridia là một chi thực vật thuộc họ Aizoaceae.
Bao gồm các loài:
- Astridia hallii L. Bolus